# Thomas of Galloway (Rebell)

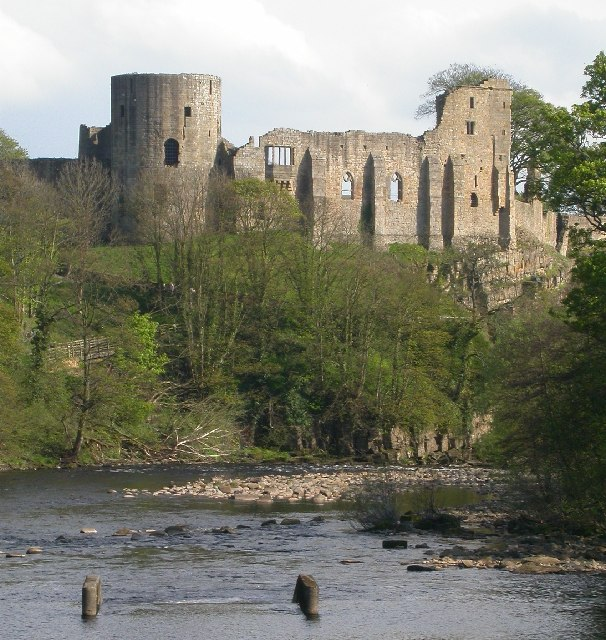
Das nordenglische Barnard Castle, wo Thomas of Galloway jahrzehntelang festgehalten wurde

Thomas of Galloway († nach 1296) war ein schottischer Adliger und Rebell. Nach einem Erbstreit war er über 60 Jahre in Gefangenschaft.

## Herkunft und Verheiratung
Thomas war ein unehelicher Sohn von Alan, Lord of Galloway. Als Lord of Galloway gehörte sein Vater zu den mächtigsten Adligen in Südwestschottland und regierte im weitgehend gälisch geprägten Galloway nahezu autonom von der Herrschaft der schottischen Könige. In den 1220er Jahren intervenierte Alan of Galloway im Machtkampf zwischen den Brüdern Ragnvald und Olaf auf der Isle of Man, die zu dieser Zeit ein fast autonomes Reich unter der Oberherrschaft der norwegischen Könige war. Alan verheiratete Thomas mit einer Tochter von Ragnvald. Thomas sollte so als Nachfolger von Ragnvald auf Man eingesetzt und somit versorgt werden, da er als Erbe von Galloway offenbar nicht in Frage kam. Der schottische König Alexander II. unterstützte diesen Plan offensichtlich während einer Ratsversammlung in Stirling im März 1226. Die Adligen von Man wehrten sich aber entschieden gegen die Heirat von Thomas mit der Erbin von Ragnvald, da sie eine Eingliederung von Man in Galloway oder gar in Schottland fürchteten. Sie boten Ragnvalds Bruder Olaf die Krone an. In dem folgenden, jahrelangen Machtkampf wurde Ragnvald 1229 getötet. Alan of Galloway beanspruchte nun die Insel als Erbe für seinen Sohn. Dies führte mit zu einer Intervention einer Flotte des norwegischen Königs, worauf Alan 1231 Olaf als König von Man anerkennen musste.

## Erbstreit um Galloway und Inhaftierung
Nach dem Tod von Alan of Galloway 1234 war die Erbfolge in Galloway ungeklärt, da er keinen überlebenden ehelichen Sohn hatte. Alan hatte seinen unehelichen Sohn Thomas nicht als Erben vorgesehen, da er ihm nur einen geringen Grundbesitz in Galloway übergeben hatte. Der schottische König Alexander II. wollte gemäß dem Feudalrecht Galloway unter den drei Töchtern von Alan aufteilen, um so seine Macht in der Region zu stärken. Die Adligen von Galloway lehnten aber eine Teilung der Herrschaft ab. Sie schlugen gemäß dem traditionellen gälischen Recht Thomas oder, falls dieser wegen seiner unehelichen Geburt für den schottischen König inakzeptabel war, dessen Cousin Patrick of Atholl als neuen Lord of Galloway vor. Als König Alexander II. trotz dieser Einwände sich über die Traditionen hinwegsetzte und Galloway unter den drei Töchtern aufteilte, kam es zu einer offenen Rebellion. Der Führer der Rebellion war der angesehene Adlige Gilleroth, der möglicherweise der Familie MacDowell entstammte. Der König konnte die Rebellen aber im Juli 1235 besiegen, worauf sie sich ergaben. Während dieser Rebellion, die in seinem Namen geführt wurde, verhielt sich Thomas offenbar passiv. Nach der Niederlage des Aufgebots von Galloway flüchtete er nach Irland.
Alexander II. beauftragte nun Walter Comyn, Earl of Menteith mit der endgültigen Befriedung der Region. Aufgrund der Plünderungen, die Comyns Truppen begingen, kam es zu einer neuen Revolte. Diese erhielt Unterstützung durch Thomas, der zusammen mit Gilleroth und einer in Ulster und auf den Hebriden aufgestellten Streitmacht nach Galloway zurückkehrte. Diese Rebellion wurde jedoch rasch von einer königlichen Armee unter der Führung des Abtes von Melrose, von Bischof Gilbert von Whithorn und Patrick Dunbar, 5. Earl of Dunbar niedergeschlagen, wobei der genaue Ablauf ungeklärt ist. Gilleroth erkannte offenbar, dass er dem königlichen Heer auf Dauer unterlegen war und unterwarf sich, offenbar zu akzeptablen Bedingungen, dem schottischen König. Thomas of Galloway wurde gefangen genommen oder unterwarf sich der Gnade des Königs. Er wurde als Gefangener nach Edinburgh Castle gebracht. Die Söldner, die er aus Irland mitgebracht hatte, flüchteten nach Norden. Sie wurden von einem Aufgebot der Bürger aus Glasgow gestellt und geschlagen. Die Gefangenen wurden enthauptet, bis auf zwei, die zur Belustigung der Bürger von Edinburgh von Pferden entzwei gerissen wurden.

## Gefangenschaft und letzte Jahre
Thomas wurde vom König an seine Halbschwester Dervorguilla de Balliol übergeben, die ihn im nordenglischen Barnard Castle inhaftierte, einer Burg ihres Mannes John de Balliol. Dort blieb Thomas über 60 Jahre in Gefangenschaft. 1286 bat Dervorguillas Sohn, John Balliol, den schottischen König Alexander III., ob er den alten Thomas freilassen dürfe. Der König beriet darüber mit seinem Räten, doch bevor er zu einer Entscheidung gekommen war, verunglückte er tödlich. In den Wirren des folgenden schottischen Thronfolgestreits wurde über die Freilassung von Thomas keine Entscheidung getroffen, und auch als John Balliol 1292 König der Schotten wurde, ließ er Thomas nicht frei. Erst als es 1296 zu einem Krieg zwischen England und Schottland kam, wurde Thomas im März von Bischof Antony Bek, einem Beauftragten des englischen Königs Eduard I. befreit. Der englische König befahl, Thomas zu waschen, zu rasieren und neu einzukleiden, damit er in Galloway als Galionsfigur für einen Aufstands gegen Balliol dienen könne. Er kam aber nur bis Carlisle, ohne große Unterstützung zu erhalten. Nach dem schottischen Zusammenbruch im Juli 1296 wurde Thomas am 30. August vom englischen König als Herr von Galloway eingesetzt. Danach wird er nicht mehr erwähnt. Die Freilassung von Thomas of Galloway sorgte mit dafür, dass die Macdowells und Maccans, die führenden Adelsfamilien aus Galloway, fortan den englischen König unterstützten. Noch während des folgenden Schottischen Unabhängigkeitskriegs nahm im Mai 1300 der schottische Earl of Buchan nicht an einem schottischen Parlament in Rutherglen teil, weil er in Galloway ein Aufgebot aufstellte. Mit diesem wollte er einen englischen Angriff abwehren, dessen Galionsfigur angeblich der alte Thomas of Galloway sein sollte.